# Nelu Nicolae
Nelu Nicolae (n. 15 martie 1991, Craiova) este un fotbalist român. A jucat la Universitatea Craiova, UTArad, Râmnicu Vîlcea și FC Podari.

## Legături externe
- Nelu Nicolae la transfermarkt